# معركة همدان
كانت معركة همدان التي وقعت عام 1503 صراعًا بين الدولة الصفوية، بقيادة الشاه إسماعيل الأول، والآق قويونلو، بقيادة جوزيل أحمد. وقعت المعركة بالقرب من مدينة همدان في غرب بلاد فارس. كانت قوات الشاه إسماعيل، التي تتكون بشكل رئيسي من محاربين القزلباش، قد استخدمت بشكل فعال تكتيكات وأسلحة نارية متفوقة لهزيمة فرسان الآق قويونلو. فر السلطان مراد من ساحة المعركة، مما أدى إلى زيادة تراجع قوة الآق قويونلو في المنطقة. ساهم هذا النصر الحاسم في تعزيز السيطرة الصفوية على غرب بلاد فارس ويمثل خطوة حاسمة في تأسيس الدولة الصفوية وبداية انهيار الآق قويونلو.